# Cosmosoma telephus
Cosmosoma telephus är en fjärilsart som beskrevs av Walker 1854. Cosmosoma telephus ingår i släktet Cosmosoma och familjen björnspinnare. Inga underarter finns listade i Catalogue of Life.